# Nicola Nacucchi
Nicola Nacucchi (Gravina in Puglia, 6 gennaio 1886 – Lecce, 15 marzo 1963) è stato un avvocato e politico italiano.

## Biografia
Avvocato penalista esercitante nel foro leccese, entrò in età matura in ambito politico, aderendo al movimento di Guglielmo Giannini, risultando il primo sindaco repubblicano di Lecce. A seguito del Referendum del 1946 aderì al Partito Monarchico, venendo eletto nella I e II legislatura della Repubblica.